# Saunders County
Saunders County är ett administrativt område i Nebraska med 20 780 invånare. Den administrativa huvudorten (county seat) är Wahoo. 
Countyt hette ursprungligen Calhoun County men det namnet var inte populärt bland invånarna. Namnet ändrades 1862 till Saunders County för att hedra Alvin Saunders som vid den tidpunkten tjänstgjorde som guvernör i Nebraskaterritoriet.

## Geografi
Enligt United States Census Bureau har countyt en total area på 1 953 km². 1 940 km² av den arean är land och 13 km² är vatten.

### Angränsande countyn
- Douglas County - öster
- Sarpy County - öster
- Cass County - sydost
- Lancaster County - syd
- Butler County - väst
- Dodge County - norr

### Orter
- Ashland
- Cedar Bluffs
- Ceresco
- Colon
- Ithaca
- Leshara
- Malmo
- Mead
- Memphis
- Morse Bluff
- Prague
- Valparaiso
- Wahoo (huvudort)
- Weston
- Yutan